# 奥林西路
40°00′53″N 116°22′56″E / 40.0146175°N 116.3823225°E
奥林西路位于北京市朝阳区，是一条城市主干路。

## 简介
奥林西路是北辰西路的北延线，全部位于奥林匹克森林公园内部，是配合2008年奥运会的工程之一。道路南起科荟路与北辰西路相接，北至北五环奥林西桥，全长2.2公里，双向六车道，路中间设有隔离带、机动车道和非机动车道之间也设有隔离带。远期将从五环向北延长。于2005年7月临时通车，2008年7月改造通车。